# نیدرشتینتسل
نیدرشتینتسل (به فرانسوی: Niederstinzel) یک کمون در فرانسه است که در Canton of Fénétrange واقع شده‌است.

## خصوصیات
نیدرشتینتسل ۱۲٫۹۶ کیلومترمربع مساحت و ۲۴۳ نفر جمعیت دارد و ۲۴۰ متر بالاتر از سطح دریا واقع شده‌است.